# Varena
Pour les articles homonymes, voir Varena (homonymie).
Ne doit pas être confondu avec Varenna ou Varėna.
Varena est une ancienne commune italienne de moins de 1 000 habitants située dans la province de Trente, dans la région autonome du Trentin-Haut-Adige, dans le Nord-Est de l'Italie. Elle fusionne avec Carano et Daiano le 1er janvier 2020 pour former Ville di Fiemme.

## Lieux et monuments
- Le col de Lavazè (1 805 m) se trouve sur la commune.

## Administration
| Période                                  | Période | Identité | Étiquette | Qualité |
| ---------------------------------------- | ------- | -------- | --------- | ------- |
|                                          |         |          |           |         |
| Les données manquantes sont à compléter. |         |          |           |         |

### Communes limitrophes
Nova Ponente, Aldino, Tesero, Daiano, Cavalese.